# Jacob Fabricius (der Jüngere)
Jacob Fabricius genannt der Jüngere (* 24. Juni 1589 in Tondern '; † 24. April 1645 auf Schloss Gottorf) war ein deutscher evangelisch-lutherischer Theologe und Generalsuperintendent des gottorfischen Anteils an den Herzogtümern Schleswig und Holstein.

## Leben und Werk
Er war der älteste Sohn des Generalsuperintendenten Jacob Fabricius (der Ältere). Gemeinsam mit seinen drei nächstjüngeren Brüdern Philipp, Georg und Johann Adolph begann er 1610 das Theologiestudium in Rostock, das sie alle vier am selben Tag, dem 14. Oktober 1613, mit dem Magistergrad abschlossen. Nach Abschluss seines Theologiestudiums wurde er 1614 Pastor in Lunden und war ab 1615 zugleich Propst in Norderdithmarschen. Ab 1616 diente er der im Schloss vor Husum residierenden Herzoginwitwe Augusta, der Witwe Johann Adolfs, als Hofprediger. 1622 wurde er als Hofprediger und Generalprobst nach Gottorf berufen, um seinem Vater zu assistieren. Im Jahr 1636 erhielt er neben seinem Vater die Würde eines Generalsuperintendenten und wurde 1640 sein Nachfolger. Zeitgenossen schildertem ihn als Muster der Liebe, der Sanftmut und der Leutseligkeit.
Jacob Fabricius war zweimal verheiratet. Seine beiden Söhne wurden Pastoren. Eine seiner Töchter, Agnes (Agnetha Catharina, 1626–1694), heiratete 1643 Paul Sperling (1605–1679), Pastor in Bordesholm und Rektor des dortigen Gymnasium, der bei der Gründung der Christian-Albrechts-Universität in Kiel 1665 einer der ersten Theologieprofessoren wurde.

## Werke
- Dissertatio Theologica De Perfectione Scripturae Sacrae. Kilius, Rostock 1642